# Noyelles-sur-Sambre
Noyelles-sur-Sambre là một xã ở trong tỉnh Nord ở miền bắc nước Pháp. Xã này có diện tích 6,49 kilômét vuông, dân số năm 1999 là 335 người. Xã nằm ở khu vực có độ cao trung bình 121 mét trên mực nước biển.

## Nhân vật
- Marcel Gromaire